# Dolina Miyar
Dolina Miyar znajduje się w północnej części Indii, w stanie Himachal Pradesh otoczonym przez Uttar Pradesh, Hariana, Punjab, Jammu i Kaszmir oraz Wyżynę Tybetańską. Należy ona do pasma górskiego Himalaji Lahoul i wciśnięta jest pomiędzy Dolinę Pangi, Dolinę Lahul oraz Zanskar. Początek doliny to ujście Rzeki Miyar do Rzeki Chandra – Bhaga w miejscowości Udaipur (2743 m n.p.m.). Ciągnie się ona na długości ok. 100 km w kierunku NE – NW – N, aż po przełęcz Kang La (5468 m n.p.m.).
Większość szczytów znajdujących się w górnej części doliny oraz w jej bocznych dolinach zawieszonych nadal pozostaje nie zdobytych przez człowieka. Nie posiadają one również nazw i wysokości. Najlepiej poznana została do tej pory Dolina Tawa, w której działała większość wypraw alpinistycznych. Pierwszym szczytem znajdującym się w jej obrębie zdobytym przez człowieka była turnia Newerseen Tower w środkowej części doliny przez Paolo Vitaliego w 1992 roku. W rejonie tym działały również dwie polskie ekspedycje. Uczestnicy pierwszej w 2005 roku, David Kaszlikowski oraz Michał Król zdobyli dziewiczy szczyt 5620 m n.p.m. (który nazwali nieoficjalnie Lotos Peak). Podczas drugiej wyprawy w 2006 roku zespół Michał Apollo i Marek Żołądek weszli na niezdobyty wcześniej szczyt o wysokości 5650 m n.p.m., który nieformalnie nazwali Masala Peak. Ta sama dwójka dokonała również pierwszego wejścia na przełęcz w górnej części Doliny Tawa na wys. 5690 m n.p.m. (dla której używają nieformalnej nazwy St. Christopher Pass) Z kolei drugi zespół działający w tym samym czasie w dolinie Miyar Michał Król i Przemysław Wójcik wszedł na turnię 5640 m n.p.m. (nazwaną później nieoficjalnie Geruda Peak).
21 sierpnia 2012 r. Michał Apollo, Marek Żołądek i Phil Varley (UK) dokonali pierwszego wejścia na dziewiczy wierzchołek w dolinie Lodowca Tawa (Dolina Miyar, Himalaje Lahoul, Indie).
Szczyt o wysokości 5889 m n.p.m. został ochrzczony Forgotten Peak, a trudności wspinaczkowe drogi - nazwanej przez autorów Never Ending Story - którą został zdobyty, zostały wycenione w skali UIAA na V+, WI4, 650 m (+150 m podejścia lodowcem o nachyleniu 40 st. z plateau Lodowca Tawa). Akcja górska trwała 27 godzin.